# Величково (Жуковский район)
Величково — деревня в Жуковского района Калужской области Российской Федерации. Входит в состав сельского поселения «Деревня Верховье».

## История
Входила в состав Огубской вотчины княгини Любови Петровны Голицыной (Апраксиной). Относилась к Малоярославецкому уезду Калужской губернии.
В 1888 году князь Николай Сергеевич Голицын построил и взял на содержание трёхлетнюю церковно-приходскую школу в деревне Величково. Её в 1906 году окончил будущий маршал Советского Союза, Георгий Константинович Жуков.